# Мора (лингвистика)
Мо́ра (от лат. mora «промедление, пауза») — минимальная психофизически ощущаемая и фонологически значимая единица просодии некоторых языков; равна открытому слогу с краткой гласной и компонентам слогов более сложного состава, проявляющим функциональное сходство с кратким слогом, то есть несут собственное ударение, учитываются при определении места ударения, закономерностей «фонологической длины» морфем и слов. 
Моры могут быть слоговыми, гласными и согласными:
- Слог согласный + гласный равен одной слоговой море
- Слог согласный + долгий гласный разлагается на слоговую мору и гласную мору
- Слог согласный + гласный + согласный разлагается на слоговую мору и согласную мору
- Слог согласный + согласный + гласный разлагается на согласную мору и слоговую мору

Например, в японском языке слово 日本 («Япония») содержит три (ни-хо-н にほん) или четыре моры (ни-п-по-н　にっぽん).
Мора встречается в таких языках, как древнегреческий, латынь, санскрит, японский и некоторые другие.